# Sarabande (film, 1948)
Pour les articles homonymes, voir Sarabande (homonymie).
Pour plus de détails, voir Fiche technique et Distribution.
Sarabande (Saraband for Dead Lovers) est un film britannique réalisé par Basil Dearden, sorti en 1948.

## Synopsis
La jeune Sophie-Dorothée, qui a épousé le prince George Louis, se trouve dans un mariage malheureux. Elle va alors tomber amoureuse du comte suédois Philip Christoph von Königsmark.

## Fiche technique
- Titre original : Saraband for Dead Lovers
- Titre français : Sarabande
- Réalisation : Basil Dearden
- Scénario : John Dighton et Alexander Mackendrick d'après le roman de Helen Simpson
- Photographie : Douglas Slocombe
- Musique : Alan Rawsthorne
- Pays d'origine :  Royaume-Uni
- Format : Couleurs - 1,37:1 - Mono
- Genre : Film dramatique, Film historique, Film biographique
- Date de sortie : 1948
- Affiche : Georges Dastor (France)

## Distribution
- Stewart Granger : Philippe-Christophe de Kœnigsmark
- Joan Greenwood : Sophie-Dorothée de Brunswick-Lunebourg
- Flora Robson : Comtesse Clara Platen
- Françoise Rosay : L'électrice Sophia
- Frederick Valk : L'électeur Ernest Augustus
- Peter Bull : Prince George Louis
- Anthony Quayle : Durer
- Michael Gough : Prince Charles
- Jill Balcon : Knesbeck
- Noel Howlett : Comte Platen
- Miles Malleson : Lord of Misrule
- Guy Rolfe : Envoyé à Ahlden
- Christopher Lee : Duc Anthony von Wolfenbuttel
- David Horne : Duc George William